# Еврейская община Махачкалы
Еврейская община Махачкалы — это евреи, когда-либо проживавшие на территории современной Махачкалы, города в Российской Республике Дагестан. Во время Персидского похода 1722 года в Махачкале находился лагерь войск российского императора Петра I. Горским евреям и евреям-ашкенази было разрешено селиться на этой территории. 

## История

### Хазарский каганат
В эпоху Хазарского ханства недалеко от Махачкалы в селе Тарки находилось хазарское поселение. Многие специалисты по истории Хазарского каганата полагают, что столица Хазарского ханства город Семендер располагался на месте Махачкалы. По словам Ибн Хаукаля, в городе Семендере еще в X веке жили евреи, имевшие свои синагоги. 

### Российская империя
В 1862 году в городе была построена первая синагога, в которой молились как евреи-ашкенази, так и купцы-горские евреи (в том числе 61 ремесленник и 20 солдат местного гарнизона).
- В 1860-х годах раввином города был Биньямин бен Раби.[3]
- В 1880 году здесь проживало 93 горских еврея.[3]
- В 1886 году этнограф Анисимов, Илья Шеребетович зарегистрировал 15 еврейских семей, состоящих из 123 человек. В городе была еврейская школа. Евреи владели 4 мануфактурными и 7 продуктовыми магазинами.[3]
- В 1890 г. в городе проживало 143-230 евреев.[3]
- В 1895 г. евреев было 436 человек. Было 2 синагоги.[3]
- Согласно переписи 1897 года в округе проживало 97 тысяч жителей, среди них 2795 были евреи. В Махачкале (Петровске) проживало 9753 жителей, из которых 563 были евреи  (5,8 %).[3]
- В 1899 году в городе проживало 739 евреев. При синагоге была школа (9 учеников мужского пола). Раввином ашкенази был Абрам Мовшович Лознер, раввином горских евреев – Мордухай Илиазаров.[3]
- В 1910 году в городе проживало 379 евреев (11,8%), действовало 3 синагоги, еврейское кладбище, еврейское общественное начальное училище.[4]
- В 1912 году в Махачкале проживало 453 горских еврея.[3]
- В 1914 году была открыта мужская гимназия.[3]
- В 1917 году была организована группа «Цеирей Цион».[3]

### Советский Союз
- В 1919 году открылся «Дом еврейского народа», в котором велась работа среди молодежи горских и ашкеназских евреев.[3]
- В 1920-е годы в городе действовали школа «еврейско-татская» (директором до 2-й половины 1920-х годов был раввин Меир Рафаилов), а также действовал драматический кружок горских евреев. При этом в 1920-е годы, при Советском Союзе, были закрыты 2 синагоги.[3]
- В 1925 году в городе проживало 222 еврея.[3]
- В 1926 году в городе проживал 3481 еврей (в том числе 2050 горских евреев), что составляло примерно 11% населения Махачкалы.[3]

Также в 1926 году в Махачкале произошел еврейский погром, спровоцированный кровавым наветом. Осенью того же года в нескольких селах Дагестана распространился слух о том, что якобы горские евреи убили мальчика-мусульманина в каких-то «ритуальных целях». Разъяренная толпа организовала несколько погромов в Махачкале, Дербенте и других населенных пунктах Дагестана.
- В 1930 действовала виноградарская артель имени Иосифа Сталина (около 26 хозяйств, в том числе 22 хозяйства горских евреев).[3]
- В 1939 году в городе проживало 1930 евреев.[3]
- В 1959 году в городе проживало 2692 еврея, в том числе 1900 горских евреев (1,6% населения города).[3]
- В 1970 году в городе проживало 5213 евреев (в том числе 1684 горских еврея) и 4 караима. В том же году здание синагоги в Махачкале было реквизировано, а общине было передано здание поменьше на окраине города.[3]
- В 1971 году раввином был назначен Боби Иосифович Ашуров.[3]
- В 1979 году в городе проживало 4226 евреев.[3]

### Россия
- С 1980 по 2016 года Шими Мигирович Дибияев (1928−2021)[5] возглавлял еврейскую общину г. Махачкалы, с 2008 года являлся председателем Совета иудейских общин РД, а с 2015 года занимал пост почетного председателя совета.[6][1]
- В 2016 году, Валерий Шимиевич Дибияев был избран председателем еврейской общины г. Махачкалы и председателем Совета иудейских общин РД.[6]
- В конце 1990-х годов была открыта еврейская воскресная школа.[3]

Во времена Чеченской Республики Ичкерия в 1998−1999 годах ряд представителей еврейской общины были похищены с целью требования выкупа. Многие евреи Махачкалы уехали в Израиль и другие страны и регионы.
- В 2002 году по переписи населения в городе проживало 430 евреев (0,08 %), из них горских евреев было 61 (0,01 %) человек, татов-мусульман — 417 (0,08 %).[3]
- В ночь на 24 декабря 2007 года в Махачкале антисемиты разбили окна в здании синагоги. Антисемиты также осквернили еврейское кладбище и распространяли антиеврейские листовки в 2000-х годах.[8][9][10]
- В 2020-е годы в городе действовали синагога, еврейский культурный центр, воскресная школа и клуб пенсионеров. Численность общины, по некоторым данным, колеблется от 300 до 430 евреев.[1]

29 октября 2023 года во время войны войны в Газе между Израилем и ХАМАС группа, размахивающая палестинскими флагами и скандирующая антисемитские лозунги, ворвалась в аэропорт Махачкалы в поисках израильских и еврейских пассажиров, прибывших рейсом из Тель-Авива. По данным местных органов здравоохранения, в результате инцидента пострадали около 20 человек. В поисках покушения на евреев, разъяренная толпа проверяла паспорта пассажиров.
23 июня 2024 году, синагога в Махачкале была подожжена вооруженными боевиками, предположительно связанными с ИГИЛ.